# Die Liebe einer Blondine
Die Liebe einer Blondine ist ein tschechoslowakischer Spielfilm des Regisseurs Miloš Forman aus dem Jahr 1965. Mit diesem Film begründete der Regisseur seinen internationalen Ruf.

## Handlung
In einem Wohnheim für junge Arbeiterinnen, das zu einer großen Fabrik gehört, berichtet die etwa 17-jährige Andula einer Freundin von ihren Erlebnissen: Eigentlich war Andula mit einem gleichaltrigen Jungen eng befreundet, dann aber geht sie kurze Zeit mit einem Förster und schließlich lässt sie sich von dem jungen Pianisten Milda in einem Tanzlokal überreden, mit ihm die Nacht zu verbringen. Als Andula wenig später eine heftige Auseinandersetzung mit ihrem Freund hat, packt sie kurz entschlossen ihren Koffer und reist per Anhalter nach Prag, wo sie Milda in dessen Wohnung aufsuchen will. Dort trifft sie jedoch nur seine Eltern an. Weil diese bisher von ihrer Existenz nichts wussten, versuchen sie, Einzelheiten aus ihr herauszubekommen, was ihnen aber nicht gelingt. Schließlich erlauben sie Andula, bei ihnen zu übernachten. Als Milda gegen Morgen von seiner neuesten Eroberung heimkommt, gibt es einen heftigen Familienkrach. Erst will er das Mädchen überhaupt nicht kennen, und dann streitet er ab, sie eingeladen zu haben. Im elterlichen Schlafzimmer geht der Krach weiter. Andula – in Tränen aufgelöst – kehrt an ihren Arbeitsplatz zurück.

## Kritiken
„Dokumentarischer Bericht von den Liebesabenteuern einer jungen Arbeiterin, die sich selbst und ihre Umwelt erst mangelhaft begriffen hat. Der Humor, die konzentrierte Komik des Films wirken entlarvend. Der hervorragende zweite Film von Milos Forman kann älteren Jugendlichen und vor allem Erwachsenen zum Nachdenken und zur Unterhaltung gern empfohlen werden.“

„Auf sorgfältige Menschenbeobachtung beruhende und in ihrer unvoreingenommenen Betrachtungsweise anregende Studie von hoher Qualität.“

„Prädikat ‚besonders wertvoll’“

## Auszeichnungen
Die Liebe einer Blondine wurde 1965 im Rahmen des Wettbewerbs der Internationalen Filmfestspiele von Venedig uraufgeführt, blieb aber unprämiert. 1967 folgten Nominierungen für den Golden Globe Award und Oscar jeweils in der Kategorie bester fremdsprachiger Film sowie der Gewinn des dänischen Filmpreises Bodil (Kategorie: Bester europäischer Film) und des finnischen Jussis (Bester ausländischer Regisseur – ebenso für Formans Der schwarze Peter).

## Produktion
Gedreht wurde der Film in Zruč nad Sázavou.